# Zaljev Fonseca
Zaljev Fonseca (špa. Golfo de Fonseca) je zaljev Tihog oceana, koji se nalazi uz obale Hondurasa, Nikaragve i Salvadora. Zaljev Fonseca pokriva površinu od oko 3.200 km2, uz obalu koja se proteže na 261 km, od čega je 185 km u Hondurasu, 40 km u Nikaragvi i 29 km u Salvadoru.
Sve tri zemlje sudjelovale su u dugotrajnom sporu oko prava na zaljev i otoke koji se nalaze unutar. Godine 1992, vijeće Međunarodnog suda pravde (ICJ) donio je odluku po kojoj i Salvador i Honduras i Nikaragva imaju kontrolu nad zaljevom
Zaljev je otkrio 1522. Gil González de Ávila, koji ga je nazvao po svom meceni, nadbiskupu Juanu Fonsecu. Najvažniji gradovi zaljeva su La Unión, Amapala i Puerto Morazán. Brojni vulkani leže unutar i oko zaljeva.